# Moving Anthropology Student Network
Moving Anthropology Student Network (MASN) – międzynarodowa sieć zrzeszająca studentów i doktorantów zajmujących się tematyką antropologiczną. Organizacja ta założona została w 2005 roku w Wiedniu z inicjatywy około 20 studentów z 6 państw europejskich, celem promowania komunikacji i wymiany doświadczeń naukowo-badawczych między europejskimi studentami i absolwentami antropologii, etnologii oraz socjologii. Równolegle do aktywności w wirtualnej przestrzeni komunikacyjnej działalność MASN opiera się na dorocznych konferencjach, które dają możliwość nawiązania bezpośrednich kontaktów, podejmowania wspólnych projektów badawczych oraz promowania antropologii, jako dziedziny oferującej alternatywne spojrzenie na problemy współczesnego świata. Dotychczas odbyło się siedem zakończonych sukcesem konferencji MASN. Obecnie platforma internetowa MASN  jest medium komunikacji między antropologami przebywającymi w różnych rejonach świata.

## Polski oddział MASN
Polską sekcję MASN tworzą studenci Instytutu Socjologii Uniwersytetu Warszawskiego, Instytutu Etnologii i Antropologii Kulturowej UW, oraz studenci Uniwersytetu Jagiellońskiego.
W Polsce zorganizowane zostały dwie spośród ośmiu dotychczasowych konferencji MASN:
- 24-28.03.2007, Łopuszna – 3. konferencja MASN „Acting upon Reality”
- 24-28.03.2010, Krzyżowa – 7.konferencja MASN „Ethics and Human Rights in Anthropological Perspective”